# Lorenzo Cesa

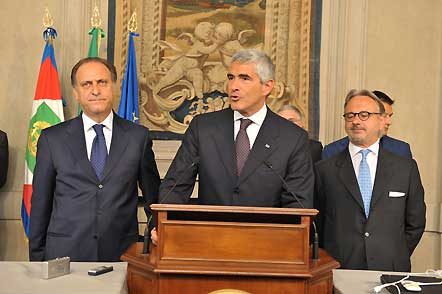
Liderzy UDC: od lewej Lorenzo Cesa, Pier Ferdinando Casini, Michele Vietti

Lorenzo Cesa (ur. 16 sierpnia 1951 w Arcinazzo Romano) – włoski polityk, parlamentarzysta krajowy i europejski, lider Unii Centrum.

## Życiorys
Ukończył studia z zakresu nauk politycznych na Uniwersytecie Luiss-Guido Carli w Rzymie. Przez wiele lat pracował zawodowo na kierowniczych stanowiskach w biznesie. Był dyrektorem do spraw kontaktów zewnętrznych w przedsiębiorstwie Efimpianti, doradcą m.in. banków, a także dyrektorem handlowym w firmie komunikacyjnej.
Działalność polityczną podjął w ramach Chrześcijańskiej Demokracji. Po jej rozpadzie w pierwszej połowie lat 90., znalazł się wśród założycieli Centrum Chrześcijańsko-Demokratycznego. W 2002 został jednym z liderów Unii Chrześcijańskich Demokratów i Centrum, współtworzonej m.in. przez jego dotychczasowe ugrupowanie. W 2005 objął funkcję sekretarza krajowego UDC, od 2008 działającej jako Unia Centrum.
W 2004 uzyskał mandat posła do Parlamentu Europejskiego VI kadencji. W 2006 został posłem do Izby Deputowanych XV kadencji, wybierany w 2008 i w 2013 na XVI oraz XVII kadencję. W 2014 ponownie z powodzeniem wystartował do Europarlamentu VIII kadencji z listy Nowej Centroprawicy i Unii Centrum, zasiadając w nim do 2019. W 2022 został natomiast kolejny raz wybrany do niższej izby włoskiego parlamentu.